# Тервел
Тервел је кан Бугарске са почетка VIII века. Основао је град Доростол (Силистрију), прву познату престоницу Бугарске. За време целе своје владавине, Тервел предводи велике сеобе Бугара у долину Марице и Тракију, сукобљавајући се повремено са Византијом.